# Eric Lloyd
Eric Lloyd (ur. 19 maja 1986 w Glendale, Kalifornia) – amerykański aktor filmowy i telewizyjny.
Eric Lloyd rozpoczął swoją karierę jako aktor w reklamówkach telewizyjnych. Wystąpił w serialu Cudowne lata jako mały Fred Savage. W wieku pięciu lat zagrał u boku DeLane Matthews i Ellen DeGeneres w sitcomie Laurie Hill. Można go było także zobaczyć w serialu Jej cały świat – jego filmową mamą była Christina Applegate. Zagrał w wielu produkcjach telewizyjnych, takich jak: W gniewie, Abandoned and Deceived czy Sercowe rozterki. W 1997 wystąpił w Gwiazdkowym wspomnieniu z Patty Duke. Aktor podkłada głos do kreskówek oraz gier.

## Filmografia

### Filmy
- 1993: Sunny's Deliverance, jako: David
- 1993: Serce i dusze, jako: młody Thomas
- 1993: W gniewie, jako: Chris Hannigan
- 1994: Chora krew, jako: młody John
- 1994: Sknerus, jako: Joe w wieku 6 lat
- 1994: Sercowe rozterki, jako: David
- 1994: Śnięty Mikołaj, jako: Charlie Calvin
- 1995: Abandoned and Deceived, jako: Matthew
- 1996: Christmas in Oz, jako: Neddie (głos)
- 1996: Who Stole Santa?, jako:Neddie (głos)
- 1996: Apartament dla orangutana, jako: Kyle Grant
- 1996: Virtual Oz, jako: Neddie (głos)
- 1996: The Nome Prince and the Magic Belt, jako: Neddie (głos)
- 1996: Toto Lost in New York, jako: Neddie (głos)
- 1997: Dzielny mały toster ratuje przyjaciół, jako: Kocyk (głos)
- 1997: The Spittin' Image, jako: Wally
- 1997: Batman i Robin, jako: mały Bruce Wayne
- 1997: Przejrzeć Harry’ego, jako: Hilly
- 1997: Gwiazdkowe wspomnienie, jako: Buddy
- 1998: Mój olbrzym, jako: mały Sammy
- 1998: Dzielny mały toster jedzie na Marsa, jako: Kocyk (głos)
- 1998: Świetlisty ruch, jako: Phillip
- 1998: Zbuntowany klon, jako: Ghen syn Aede
- 2002: Śnięty Mikołaj 2, jako: Charlie Calvin
- 2006: Śnięty Mikołaj 3: Uciekający Mikołaj, jako: Charlie Calvin
- 2011: Chrome Skull: Laid to Rest 2, jako: pracownik naukowy

### Seriale
- 1992 : Laurie Hill, jako: Leo Hill
- 1994-2009 : Ostry dyżur, jako: Martin Leanry (gościnnie)
- 1998-2000 : Jej cały świat, jako: John Warner
- 2012 : True Perfection, jako: Kyle